# Try This with Your Eyes Closed
Try This with Your Eyes Closed è un EP della band screamo Alesana pubblicato nel 2005 sotto etichetta Tragic Hero Records.

## Release
1. Apology (Early called "Lost in a Fantasy") – 4:10
2. Endings Without Stories – 3:43
3. And They Call This Tragedy – 4:29
4. Red and Dying Evening – 2:58
5. Congratulations, I Hate You – 3:57
6. Goodbye, Goodnight For Good – 3:38

## Formazione[2]
- Jeremy Bryan - batteria
- Adam Ferguson - chitarra e voce
- Dennis James Lee - voce
- Shawn Milke - chitarra, voce e pianoforte